# Emil Jannings
Emil Jannings, właśc. Theodor Friedrich Emil Janenz (ur. 23 lipca 1884 w Rorschach, zm. 2 stycznia 1950 w Strobl) – niemiecki aktor teatralny i filmowy, jedna z największych gwiazd kina niemieckiego. Jako pierwszy w historii odebrał statuetkę Oscara dla najlepszego aktora (1927/1928) za role w filmach Niepotrzebny człowiek (1927 r.) i Ostatni rozkaz (1928 r.).

## Życiorys
Urodził się w szwajcarskim Rorschach; jego matka Margarethe była Niemką, a ojciec Emil Janenz – Amerykaninem. Karierę rozpoczynał jako aktor teatralny, na ekranie debiutował w 1914 r. Występował w kilkudziesięciu produkcjach niemieckich kina niemego, m.in. w filmach Ernsta Lubitscha. Przejściowo działał też w Hollywood, gdzie nakręcił kilka filmów w latach 1927–1929. Upowszechnienie filmu dźwiękowego zmusiło go (ze względu na niemiecki akcent) do powrotu do Europy. Wraz z Marleną Dietrich zagrał w filmie Błękitny anioł, filmowanym równocześnie w wersji angielsko- i niemieckojęzycznej. Uczestniczył w kilku pronazistowskich produkcjach, zyskując m.in. sympatię Josepha Goebbelsa. Związki z hitleryzmem przyczyniły się jednak do przedwczesnego zakończenia jego kariery – po wojnie ukarano go zakazem występowania w filmach. Resztę życia spędził w swym gospodarstwie w Austrii, gdzie zmarł 2 stycznia 1950 z powodu nowotworu wątroby.

## Filmografia

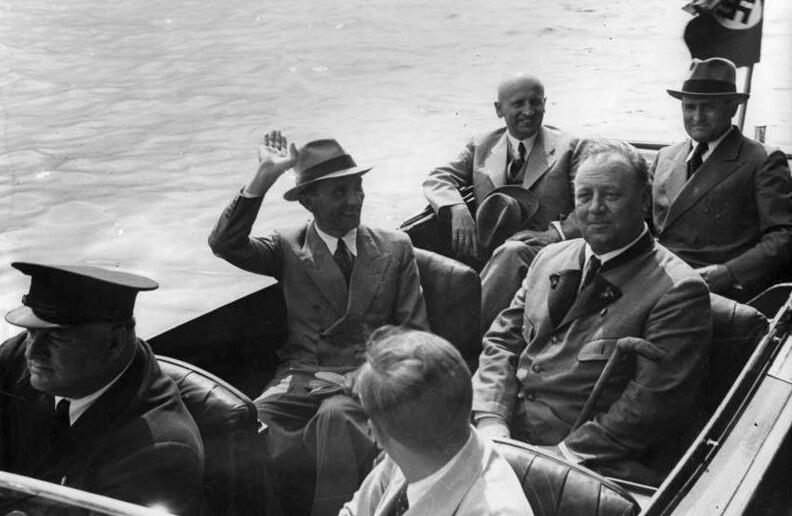
Z ministrem J. Goebbelsem (1938 r.)

Wybrane filmy fabularne długo- i krótkometrażowe, w których występował Emil Jannings
- 1914: Im Schützengraben
- 1916

Pani Ewa/Arme Eva – jako mąż, fabrykant
Der Morphinist
Aus Mangel an Beweisen – jako dr Langer
Passionels Tagebuch
Im Angesicht des Toten – jako Paul Werner
Die Bettlerin von St. Marien – jako baron Gelsburg
Das Leben ein Traum – jako kusiciel
- 1917

Pawilon X cytadeli
Unheilbar
Stein unter Steinen (krótkometrażowy) – jako Göttlingk, czarny charakter
Die Ehe der Luise Rohrbach – jako Wilhelm Rohrbach
Nächte des Grauens
Hoheit Radieschen (krótkometrażowy)
Wenn vier dasselbe tun (krótkometrażowy) – jako Segetoff
Gesühnte Schuld (krótkometrażowy) – jako Harold Hilbrich
Der Ring der Giuditta Foscari
Das fidele Gefängnis – jako Quabbe, der Gaoler
Frau Eva
Lulu – jako Alfredo, klaun
Die Seeschlacht
Das Geschäft – jako S. H. Haßler
- 1918

Oczy mumii Ma – jako Arab Radu
Nach zwanzig Jahren (krótkometrażowy) – jako Horst Lundin/"Korn"
Keimendes Leben, Teil 1 – jako James Fraenkel, makler giełdowy/John Smith, amerykański inżynier
Fuhrmann Henschel
- 1919

Der Mann der Tat – jako Jan Miller
Die Tochter des Mehemed – jako Vaco Juan Riberda, właściciel fabryki
Vendetta - Zemsta krwi – jako Tomasso
Madame DuBarry – jako król Ludwik XV
Rose Bernd – jako Arthur Streckmann
Keimendes Leben, Teil 2 – jako James Fraenkel, makler giełdowy/John Smith, amerykański inżynier
- 1920

Córki Kohlhiesela – jako Peter Xaver
Das große Licht – jako Lorenz Ferleitner
Algol – Tragödie der Macht – jako Robert Herne
Der Schädel der Pharaonentochter – jako egipski faraon Osorcon
Anna Boleyn – jako król Henryk VIII
Colombine – jako Carlo
- 1921

Bracia Karamazow – jako Dymitr Karamazow
Der Stier von Olivera – jako gen. François Guillaume
Danton – jako Danton
Der Schwur des Peter Hergatz
Die Ratten – jako Bruno
- 1922

Otello – jako Otello
Piotr Wielki – jako car Piotr
Żona faraona – jako egipski faraon Amenes
- 1923

Tragödie der Liebe – jako Ombrade
Die Gräfin von Paris – jako Ombrade
Alles für Geld – jako S. I. Rupp
- 1924

Quo vadis? – jako Neron
Portier z hotelu Atlantic – jako portier hotelowy
Gabinet figur woskowych – jako Harun al Raschid
Nju – Eine unverstandene Frau – jako mąż
- 1925

Varieté – jako Huller, szef
Świętoszek – jako Tartüff
- 1926

Faust – jako Mefistofeles
Liebe macht blind – jako on sam
- 1927: Niepotrzebny człowiek – jako August Schiller
- 1928

Ostatni rozkaz – jako gen. Dołgorucki/wlk. ks. Sergiusz Aleksander
Ulica grzechu – jako Basher Bill
Patriota – jako car Paweł I
Sins of the Fathers – jako Wilhelm Spengler
- 1929

Betrayal – jako Poldi Moser
Du sollst nicht töten – jako Harold Hilbrich
- 1930

Błękitny anioł – jako prof. Immanuel Rath
Liebling der Götter – jako Albert Winkelmann
- 1932: Burza – jako Gustav Bumke
- 1933

Przygody króla Pausole/The Merry Monarch – jako król Pausole
365 żon króla Pausole – jako król Pausole
- 1934: Czarny wieloryb – jako Peter Petersen
- 1935: Stary i młody król – jako król Fryderyk Wilhelm I
- 1936: Traumulus – jako dyrektor, prof. Niemeyer
- 1937

Władca – jako Matthias Clausen
Der zerbrochene Krug – jako Adam/Dorfrichter
- 1939

Robert Koch – jako dr Robert Koch
Der Trichter. (Nr. III) – film krótkometrażowy
Der letzte Appell
- 1941: Wujaszek Krüger – jako Paul Krüger
- 1942: Dymisja – jako kanclerz Bismarck
- 1943: Altes Herz wird wieder jung – jako Friedrich Wilhelm Hoffmann, dyrektor fabryki
- 1945: Gdzie jest pan Belling? [nieukończony] – jako Eberhard Belling, prezes firmy

## Nagrody
- 1929: Nagroda Akademii Filmowej w kategorii Najlepszy aktor pierwszoplanowy za rolę w filmach Niepotrzebny człowiek (1927 r.) i Ostatni rozkaz (1928 r.).
- 1938: Puchar Volpiego dla najlepszego aktora za rolę w filmie Władca (1937 r.).
- 1960: Gwiazda na Hollywood Walk of Fame przy 1630 Vine Street za doniosły wkład w rozwój kinematografii.